# Captologie
 (mai 2013).
La captologie est l'étude de l'informatique et des technologies numériques comme outil d'influence / de persuasion des individus (traduction de l'anglais captology pour computers as persuasive technologies).
Ce domaine de recherche explore les liens entre les techniques de persuasion en général (au sens anglo-saxon, à savoir influence, motivation, changement comportemental (en)…) et l'informatique (et plus généralement les technologies numériques). Cela inclut la conception (le design), la recherche et l'analyse fonctionnelle d'outils numériques (par exemple des logiciels sur ordinateurs, apps mobiles, pages web et les dispositifs spécialisés) créés dans le but de changer les attitudes et comportements des individus.
Le terme de captology a été créé en 1996 par le chercheur B.J. Fogg (en) de l'université Stanford. Celui-ci a publié en 2003 un ouvrage sur le sujet, dénommé Persuasive Technology: Using Computers to Change What We Think and Do. Il souligne que la technologie n'est pas seulement un outil mais également un media et un acteur social. C'est principalement en utilisant la technologie comme un acteur social (à travers une interaction) que l'influence serait la plus efficace.[réf. nécessaire]
On peut notamment mobiliser la captologie pour orienter l'usage d'une interface (logiciel, page Web…). eBay, Facebook, Google, Amazon en sont devenus des champions mais on peut également mobiliser la captologie dans des domaines non technologiques, notamment dans le domaine de la santé et du bien-être[réf. nécessaire].
Certaines expérimentations[réf. nécessaire] mobilisent la captologie pour changer les habitudes alimentaires des individus, les inciter à l'activité physique, lutter contre les addictions (tabac, alcool...).